# Mont Hiei
Mont Hiei (比叡山, Hiei-zan) és una muntanya situada al nord-est de Kyoto, es troba al limit entre la Prefectura de Kyoto i la Prefectura de Shiga, al Japó.

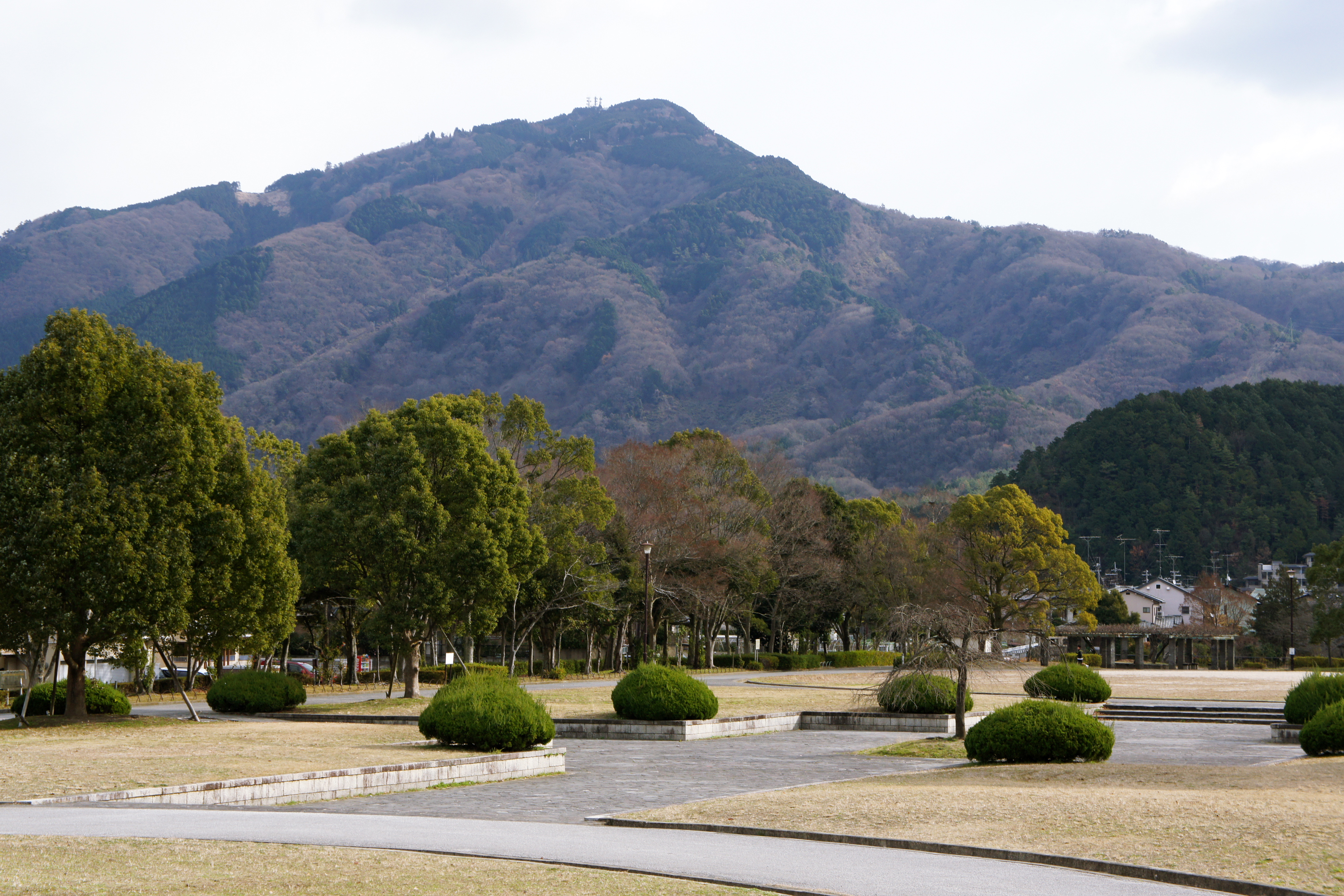
Vista del Parc Takaragaike a Kyoto

Dalt d'aquesta muntanya es va fundar per part de Saichō, l'any 788, el temple d'Enryaku-ji, el primer de la secta budista Tendai (en xinès:Tiantai). Hōnen, Nichiren i Shinran estudiaren al temple. El conjunt del temple va ser arrasat per Oda Nobunaga el 1571 per sufocar el creixent poder de monjos guerrers del Tendai (sohei), però va ser reconstruït i actualment és la seu dels Tendai.
El famós vaixell de l'Armada imperial japonesa durant la Segona Guerra Mundial, anomenat Hiei va rebre aquest nom per aquesta muntanya.
El Mont Hiei ha protagonitzat diversos contes populars. Originàriament es considerava que era la seu de déus i dimonis de la tradició Shinto